# The Lonesome Death of Hattie Carroll
Pistes de The Times They Are a-Changin'
When the Ship Comes In Restless Farewell
The Lonesome Death of Hattie Carroll est une chanson de Bob Dylan. Enregistrée le 23 octobre 1963, elle est parue un an plus tard sur l'album The Times They Are a-Changin'. Elle relate le meurtre d'une serveuse de 51 ans, Hattie Carroll, par le jeune et riche William Devereux « Billy » Zantzinger (appelé dans la chanson « William Zanzinger »), et la condamnation de ce dernier à six mois de prison.

## Les faits
L'incident eu lieu le 9 février 1963 à l'hôtel Emerson de Baltimore (Maryland), aux États-Unis. La chanson de Dylan sous-entend avec justesse, sans jamais le dire clairement, que Carroll était noire et Zantzinger blanc. Elle affirme à tort que Zantzinger a battu Carroll à mort avec sa canne, alors qu'en fait il s'en prit à elle et à au moins deux autres personnes sous l'emprise de l'alcool avec une canne-jouet : un groom et une serveuse ont déclaré avoir été attaqués par Zantzinger cette nuit-là. Vers 1 h 30 du matin, il commanda un bourbon à Carroll et, comme elle ne le lui apportait pas immédiatement, il l'insulta, la traitant de « négresse », et la frappa à l'épaule avec sa canne. Ses collègues entendirent Carroll dire qu'elle se sentait très mal, avant de s'effondrer et d'être emmenée à l'hôpital. Elle mourut le lendemain matin, et Zantzinger fut accusé de meurtre. Cependant, cette charge fut abandonnée pour celles d'homicide et de coups et blessures lorsqu'on découvrit qu'elle souffrait d'athérosclérose, d'un cœur plus gros que la moyenne et d'hypertension artérielle : en fait, elle était morte d'une hémorragie cérébrale, plus vraisemblablement causée par les injures de Zantzinger que par son coup (la canne ne laissa pas de traces). Zantzinger dit qu'il était tellement ivre qu'il ne se souvenait même pas de l'incident.
Le 28 août 1963, Zantzinger fut reconnu coupable d'homicide et de coups et blessures, et fut condamné à six mois de prison. Dans sa chanson, Dylan estime que son origine sociale élevée a joué dans la brièveté de cette sentence. Le New York Herald Tribune présumait que Zantzinger ne fut condamné qu'à six mois pour qu'il n'ait pas à aller dans la prison de l'État, où son crime en aurait fait une cible privilégiée pour les détenus, en majorité noirs : à la place, Zantzinger purgea sa peine dans la prison du comté de Washington. Il y entra le 15 septembre et paya vingt-cinq mille dollars à la famille Carroll, de sa propre initiative.
Dylan enregistra sa chanson le 23 octobre 1963, alors que le procès était encore une nouvelle récente, et l'incorpora dans son répertoire live aussitôt, avant la parution de la version studio le 13 janvier 1964. Il l'interpréta également dans une émission de télévision de Steve Allen peu après sa sortie.
En 2001, Zantzinger a déclaré à Howard Sounes (dans Down the highway, the life of Bob Dylan), que « cela n'a jamais vraiment eu d'effet sur ma vie », mais son mépris de Dylan est acide : il le traite de « fils de pute de rien du tout » et affirme que la chanson est erronée et qu'il aurait dû « l'attaquer en justice et le mettre en taule ». Selon lui, la chanson n'est qu'un énorme mensonge, mais il n'a jamais essayé d'empêcher Dylan de l'interpréter.
La chanson a néanmoins continué de hanter Zantzinger par la suite. Zantzinger louait ouvertement des logements en violation de la loi du comté. En 1991, on découvrit que non seulement, il louait des logements qu'il ne possédait plus, mais qu'il avait en plus gagné des procès contre des locataires défaillants. Le fait que les familles qui louaient ces logements étaient noires, ajouté au passé de Zantzinger, a conduit à des accusations de racisme. La chanson de Dylan a servi d'hymne à ceux qui réclamaient que Zantzinger soit poursuivi.
William Zantzinger est finalement décédé le 3 janvier 2009, âgé de 69 ans.